# リスト・フェレンツ国際空港
リスト・フェレンツ国際空港（ハンガリー語: Budapest Liszt Ferenc nemzetközi repülőtér）は、ハンガリーの首都、ブダペストにある空港である。ブダペスト空港と表記されることが多い。市の東南東16kmに位置する。格安航空会社のウィズエアーなどがハブ空港にしている。2011年3月リスト・フェレンツ（ドイツ語：フランツ・リスト）生誕200周年を記念して、フェリヘジ国際空港からリスト・フェレンツ国際空港に名称が変更された。

## 沿革
- 1950年：開港。
- 2011年：現在の名称に改称。
- 2012年：ターミナル1閉鎖。これによりすべての航空会社がターミナル2を利用することになった。

2015年現在、日本との定期便は無いが、成田空港発着の国際チャーター便がアエロスヴィート・ウクライナ航空運航により夏季繁盛期に設定される事がある。かつてマレブ・ハンガリー航空により名古屋空港(小牧空港）や高松空港（四国）などに観光チャーター便が運航された実績がある。
2017年7月、LOTポーランド航空が拠点空港とすることを公表し、ニューヨークなどの長距離路線を運航している。

## ターミナル

### ターミナル1

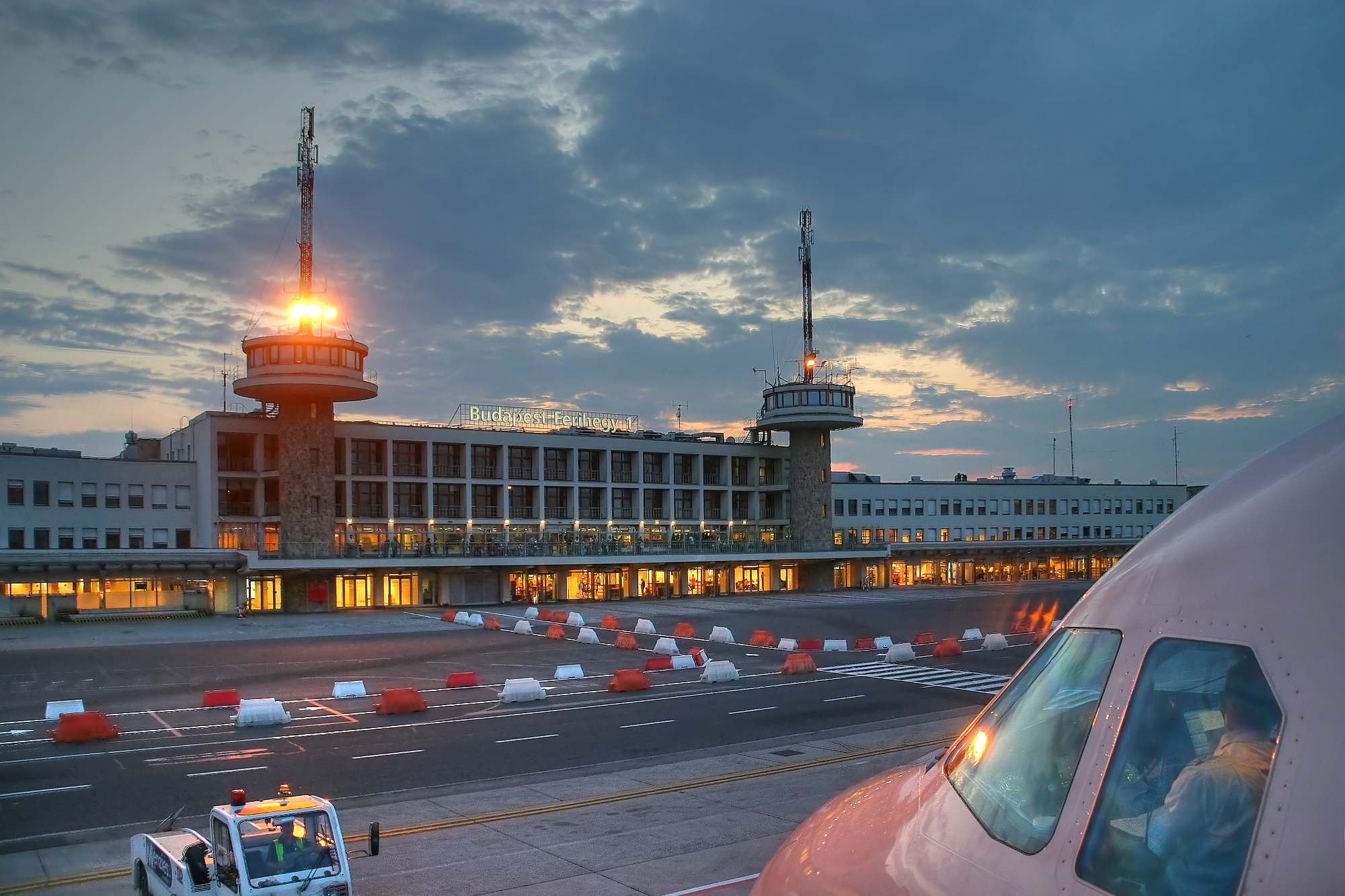
ターミナル1 外観

2005年に格安航空会社向けのターミナルビルとしてリニューアルオープンしたが、受入能力超過のため2012年5月30日に閉鎖した。ターミナル1を利用していた航空会社は、現在はターミナル2Bに移動している。

### ターミナル2

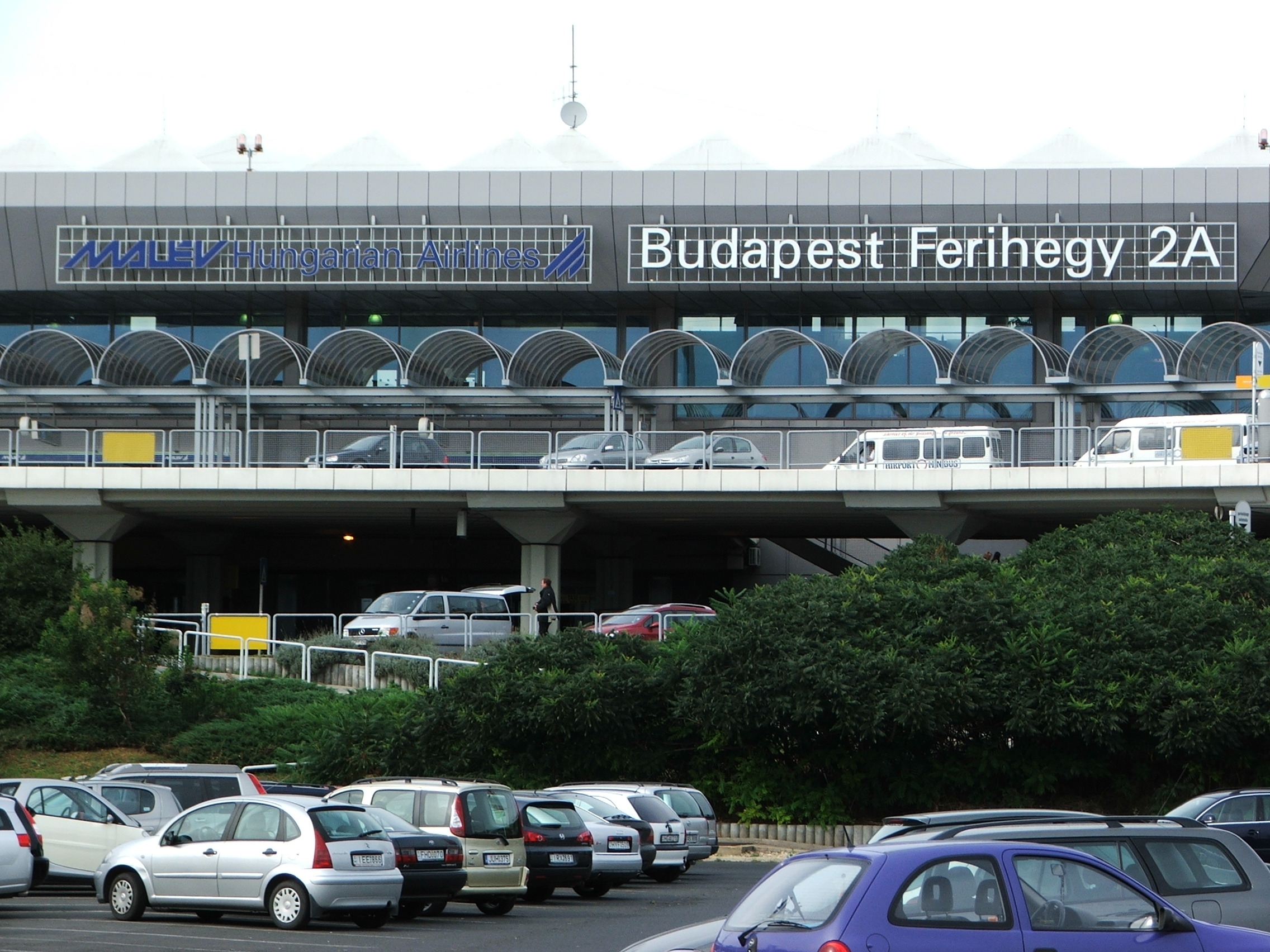
ターミナル2A 外観

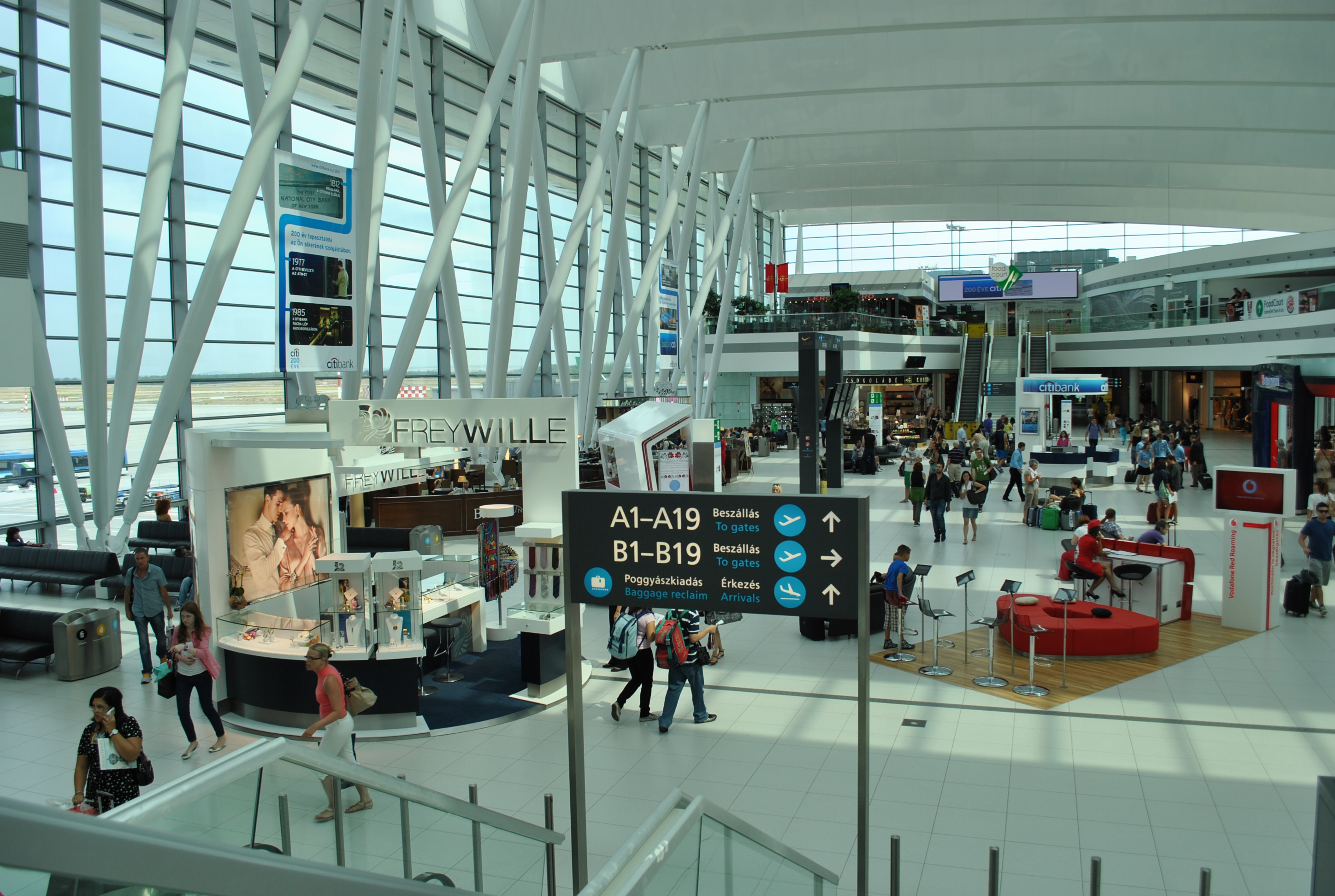
ターミナル2中央のスカイコート

1985年11月1日に、現在のターミナル2Aがターミナル2として供用を開始。1998年12月、これに増設する形でターミナル2Bが建設された。両翼の中間にはスカイコートと呼ばれる建物があり、ショッピングモールとなっている。
チェックインエリアは、スターアライアンスとスカイチームはターミナル2A、ワンワールドはターミナル2Bに割り当てられているほか、前述の経緯で、格安航空会社の大半もターミナル2Bを利用している。出発ゲートは、シェンゲン国はターミナル2A、非シェンゲン国はターミナル2Bとなっている（出国審査の設備はターミナル2Bにのみある）。
鉄道で行く場合は、ターミナル1駅で下車してバスに乗り換える必要がある。

## 就航路線
| 航空会社                                                                  | 就航地 | ターミナル |
| ------------------------------------------------------------------------- | --- | ---------- |
| エアリンガス                                                              | ダブリン | 2B         |
| アエロフロート・ロシア航空                                                | モスクワ/シェレメーチエヴォ | 2B         |
| エールフランス                                                            | パリ/ドゴール | 2A         |
| マルタ航空                                                                | マルタ | 2A         |
| アリタリア-イタリア航空                                                   | ローマ | 2A         |
| オーストリア航空 運航はオーストリアン・アローズ                           | ウィーン | 2A         |
| ブリティッシュ・エアウェイズ                                              | ロンドン/ヒースロー | 2B         |
| ブリュッセル航空                                                          | ブリュッセル | 2A         |
| Carpatair                                                                 | ヴェネツィア | 2A         |
| チェコ航空                                                                | プラハ | 2A         |
| デルタ航空                                                                | ニューヨーク/ケネディ | 2B         |
| アメリカン航空                                                            | フィラデルフィア(2026年5月21日より運航再開予定) | 未定       |
| イージージェット                                                          | ベルリン/シェーネフェルト、ドルトムント、ジュネーヴ、ロンドン/ガトウィック、ロンドン/ルートン、パリ/オルリー | 2B         |
| エジプト航空 運航はエジプト航空エクスプレス                               | カイロ | 2B         |
| エル・アル航空                                                            | テルアビブ | 2B         |
| フィンエアー                                                              | ヘルシンキ | 2A         |
| ジャーマンウイングス                                                      | ケルン・ボン、ハノーファー、シュトゥットガルト | 2B         |
| Jet2.com                                                                  | マンチェスター | 2B         |
| LOTポーランド航空                                                         | ワルシャワ、クラクフ、ロンドン/シティ、ニューヨーク/JFK、シカゴ/オヘア、ソウル/仁川 | 2A         |
| ルフトハンザドイツ航空                                                    | フランクフルト、ミュンヘン、ミラノ | 2A         |
| ルフトハンザ・リージョナル 運航はAugsburg Airways                         | ミュンヘン | 2A         |
| ルフトハンザ・リージョナル 運航はユーロウイングス                         | デュッセルドルフ | 2A         |
| ルフトハンザ・リージョナル 運航はルフトハンザ・シティーライン             | ミュンヘン | 2A         |
| Moldavian Airlines                                                        | キシナウ | 2B         |
| ノルウェー・エアシャトル                                                  | コペンハーゲン、オスロ、オスロ-Rygge、ストックホルム/アーランダ | 2B         |
| ライアンエアー                                                            | ブリストル、ダブリン、イースト・ミッドランズ、グラスゴー-Prestwick | 2B         |
| スイス インターナショナル エアラインズ 運航はHelvetic Airways             | チューリッヒ | 2A         |
| スイスインターナショナルエアラインズ 運航はスイスヨーロピアンエアラインズ | バーゼル/ミュールーズ、ジュネーヴ | 2A         |
| TAP ポルトガル航空                                                        | リスボン | 2A         |
| タロム航空                                                                | ブカレスト | 2B         |
| ターキッシュ エアラインズ                                                 | イスタンブール | 2B         |
| ブエリング航空                                                            | バルセロナ | 2A         |
| Wind Rose Aviation                                                        | キエフ | 2B         |
| ウィズエアー                                                              | バルセロナ、シャルルロワ、アイントホーフェン、フォルリ、ヨーテボリ、ロンドン/ルートン、マドリード、マルメ、ミラノ、ナポリ、パルマ・デ・マヨルカ、ピサ、ローマ、ストックホルム/スカブスタ、トゥルグ・ムレシュ、レイキャヴィーク、ヴェーツェ、ワルシャワ | 2B         |
| 中国国際航空                                                              | 北京 | 2B         |
| 上海航空                                                                  | 上海、寧波 | 2B         |